# Reiterbube
Reiterbuben, auch Rossbuben oder Reiterjungen, waren Kindersoldaten, die den Söldnerheeren des 17. Jahrhunderts, vorwiegend im Dreißigjährigen Krieg, angehörten. Sie waren den – besser als die Landsknechte gestellten – Reitern als Trossjungen zugeordnet. 
Die kriegsbedingten Folgen von Armut und Perspektivlosigkeit, die Vernichtung der Familie oder ganzer Dorfgemeinschaften während des Dreißigjährigen Krieges und die Kriegssituation, in die sie bereits hereingeboren wurden, veranlassten Jungen, sich in den vermeintlichen Schutz der Söldnerhaufen zu flüchten. Ihr Reiter, dem sie persönlich zugeordnet waren, sorgte für Nahrung und ein gewisses Maß an Sicherheit, andererseits hatten sie ihn auf den Feldzügen zu begleiten und „rund um die Uhr“ zu versorgen.
Reiterbuben waren für die Funktion der Söldnerheere des 17. Jahrhunderts von essentieller Bedeutung. Die Jungen reinigten die Waffen, versorgten die Pferde und pflegten den Kürass. Außerdem ritten sie das Reservepferd und verrichteten Handreichungen der verschiedensten Art bei der Nahrungsversorgung und -zubereitung sowie der Unterbringung. Eine wesentliche Aufgabe war das Absuchen der Schlachtfelder nach Wertsachen, die Plünderung und das Leichenfleddern für ihren Herrn nach dem Kampf.
In den Romanen Der Abentheuerliche Simplicissimus Teutsch von Hans Jakob Christoffel von Grimmelshausen und Die Ahnen (Band 5: Die Geschwister) von Gustav Freytag ist das Leben der Reiterbuben des Dreißigjährigen Krieges anschaulich geschildert.
Die Zahl der Kindersoldaten in den Söldnerhaufen des Dreißigjährigen Krieges lässt sich kaum beziffern, dürfte aber beträchtlich gewesen sein. Jeder berittene Söldner hatte in der Regel einen oder mehrere Buben als Gehilfen. In Einzelfällen sind Zahlen überliefert, die es ermöglichen, den Anteil annähernd zu schätzen. Im Dezember 1630 beherbergte die Stadt Langenau ein Söldnerheer mit 368 Reitern, denen 307 Reiterjungen zugehörten.
Normalerweise – und sofern er überlebte – ging der Status des Reiterjungen etwa mit dem Alter von 16 Jahren nahtlos in den des Söldners über.
In der Öffentlichkeit wurden die Reiterbuben als Spießgesellen der mordenden und plündernden Söldner, als Marodeure und als Spitzbuben wahrgenommen. Nach dem Westfälischen Frieden war es problematisch, die an das ungebundene Söldnerleben gewöhnten, verwaisten Kinder in die dörflichen und städtischen Gemeinschaften einzugliedern. Viele dürften Straftaten begangen haben und am Galgen geendet sein, andere haben wahrscheinlich in den folgenden Türkenkriegen eine Aufgabe gefunden.
Neben den Reiterbuben gab es noch andere Kindersoldaten, zum Beispiel die Trommlerbuben, die in den Söldnerhaufen marschierten und die Signaltrommel schlugen, die Schiffsjungen auf den Kriegsschiffen des 17. und 18. Jahrhunderts und die sogenannten „Pulveraffen“, die die Pulverbeutel zu den Schiffsgeschützen schleppten.